# Waldenhornvogel

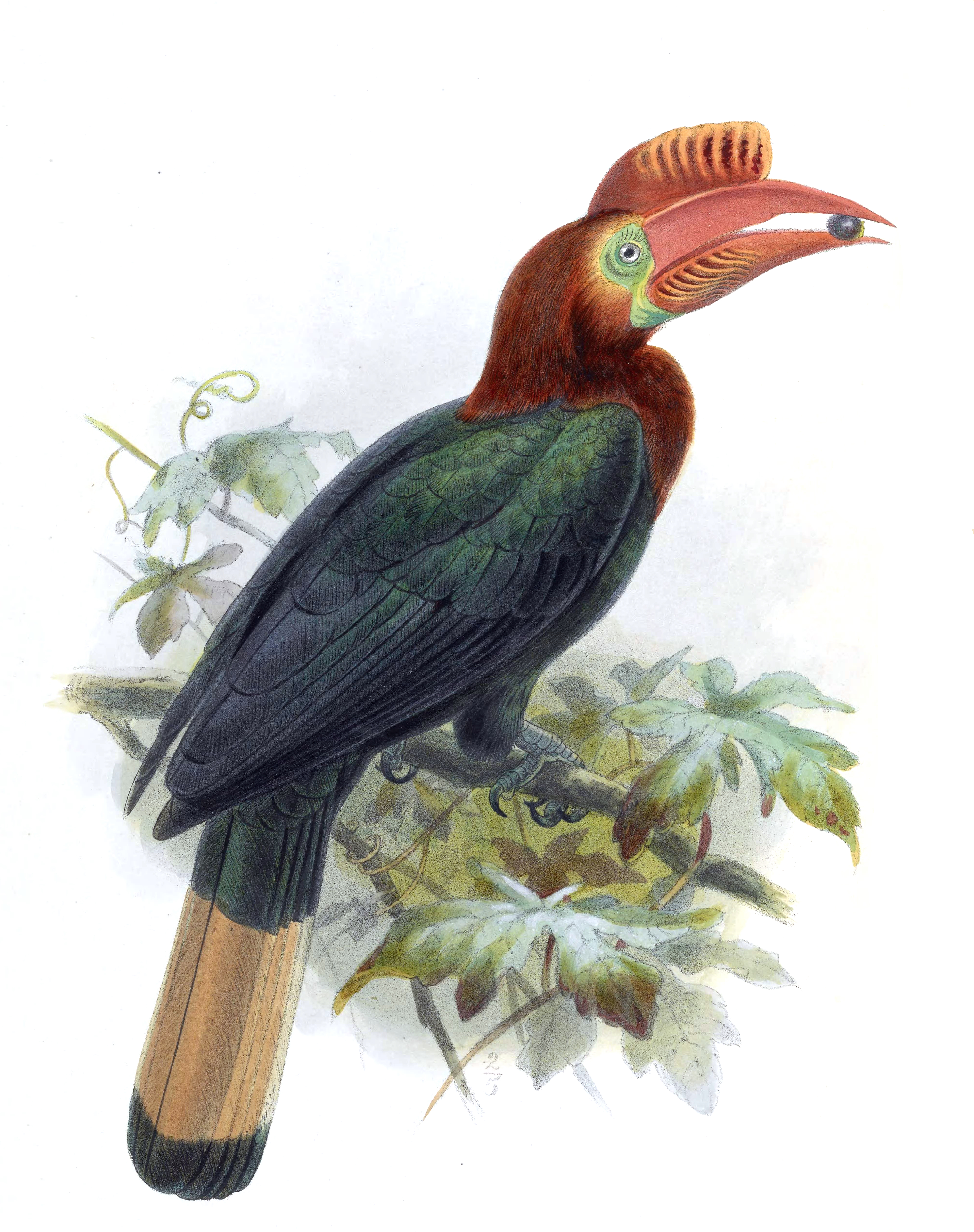
Darstellung des Waldenhornvogels

Der Waldenhornvogel (Rhabdotorrhinus waldeni), auch Korallenschnabel-Hornvogel oder Panayhornvogel genannt, ist eine Vogelart aus der Familie der Nashornvögel (Bucerotidae). Die Art ist auf den Philippinen endemisch und durch Lebensraumzerstörung und direkte Nachstellung vom Aussterben bedroht. Der Gesamtbestand der Art wurde 2006 auf 502 Brutpaare geschätzt.

## Aussehen
Der Waldenhornvogel erreicht eine Körperlänge von 60 bis 65 Zentimeter. Auf die Schwanzfedern entfallen beim Männchen durchschnittlich 24,6 Zentimeter, bei den Weibchen 21,9 Zentimeter. Der Schnabel hat bei den Männchen eine Länge zwischen 14 und 15,8 Zentimeter. Der Schnabel der Weibchen bleibt etwas kleiner und hat eine Länge von 11,4 bis 12,5 Zentimeter.

### Erscheinungsbild des Männchens
Das Männchen hat einen rotbraunen Kopf, Hals und eine rotbraune Vorderbrust. Das Körpergefieder und die Flügel sind ansonsten schwarz. Auf der Körperoberseite hat das Gefieder einen metallisch grünen Schimmer. Der Schwanz ist schwarz mit einem breiten weißen Mittelband. Durch Bürzelsekrete sind die Steuerfedern jedoch häufig rotbräunlich eingefärbt. Der Schnabel ist rot, der Schnabelaufsatz ist wulstig und endet etwa auf der Schnabelhälfte. Die unbefiederte Haut rund um das Auge sowie der große, unbefiederte Kehlsack sind gelb bis orange. Die Augen sind rot, die Beine und Füße sind schwarz.

### Erscheinungsbild des Weibchens und der Jungvögel
Das Weibchen ist etwas kleiner als das Männchen. Der Kopf und der Hals sind vollständig schwarz. Die nackte Haut um das Auge ist gleichfalls schwarz. Der nackte Kehlfleck dagegen blass gelb. Die Augen sind rotbraun.
Jungvögel ähneln in ihrem Gefieder jeweils dem adulten Vogel gleichen Geschlechts. Bei ihnen ist der Schnabelaufsatz noch nicht entwickelt. Der Schnabel ist rötlich pink, die unbefiederte Gesichtshaut ist gelb. Die Augen sind blass gelbbraun.

## Verwechselungsmöglichkeiten
Im Verbreitungsgebiet des Waldenhornvogels kommt auch der Tariktik-Hornvogel vor. Dieser ist jedoch kleiner als der Waldenhornvogel und das Männchen hat einen weißen Kopf.

## Stimme
Der Ruf wird als lautes, tiefes, kurzes und gackerndes Trillern beschrieben, das wiederholt wird.

## Verbreitung und Lebensraum
Der Waldenhornvogel lebt nur auf den Westlichen Visayas-Inseln (Philippinen): Das ursprüngliche Verbreitungsgebiet umfasste Panay, Negros und Guimaras; auf letzterer ist er bereits ausgestorben, auf Negros sind die verbleibenden Waldbestände so klein, dass er dort vermutlich nicht mehr zur Brut schreitet. Der Verbreitungsschwerpunkt ist heute Panay. Er bewohnt dort den tropischen Regenwald in 300 bis 1200 m Meereshöhe. Die Art brütet in großen Baumhöhlen.

## Nahrung
Der Vogel ernährt sich von Feigen und anderen Früchten.

## Bestand und Bedrohung
Der Waldenhornvogel ist in der Roten Liste der IUCN als "Critically Endangered" (vom Aussterben bedroht) eingestuft, da seine Population nur noch sehr klein und stark fragmentiert ist. Der Verbreitungsschwerpunkt ist heute die Insel Panay, wo die Art im zentralen Gebirge brütet. Der Bestand an Brutpaaren wurde 2006 auf 502 Brutpaare geschätzt.
Die wesentlichen Rückgangsursachen sind Habitatzerstörung und direkte Nachstellungen. Die anhaltende Waldzerstörung hat dazu geführt, dass 1988 nur noch ca. 4 % der Fläche der Insel Negros und 8 % der Fläche von Panay bewaldet waren. Nur 10 % dieser Fläche, insgesamt ca. 144 km², befanden sich in der von dieser Art bevorzugten Höhenstufe unter 1000 m Meereshöhe. Der Fang für den Tierhandel stellt eine weitere Bedrohung dar.

## Systematische Einordnung
Die systematische Stellung des Waldenhornvogels ist noch nicht abschließend geklärt. Er wurde lange als eine Unterart des Mindanaohornvogels (Acres leucocephalus) eingeordnet, unterscheidet sich von diesem jedoch nicht nur durch die Farbe der unbefiederten Gesichtshaut, sondern auch in Details des Kopfes, Halses, Schwanzes und Schnabels. Es wurde ihm deshalb bereits seit längerem ein eigener Artstatus zugebilligt. Avibase stellt ihn sogar nicht länger in die Gattung der Asiatischen Kehlsackhornvögel, sondern in die Gattung Rhyticeros, zu der unter anderem der Sundajahrvogel und der Papuahornvogel gehören. Das Handbook of the Birds of the World ordnet ihn sogar einer eigenständigen Gattung Rhabdotorrhinus ein.

## Einzelbelege
1. 1 2 3 4   Rhabdotorrhinus waldeni in der Roten Liste gefährdeter Arten der IUCN 2016. Eingestellt von: BirdLife International, 2016. Abgerufen am 9. Dezember 2016.
2. 1 2  Kemp: The Hornbills - Bucerotiformes. S. 223.
3. ↑  HBW zum Waldenhornvogel, aufgerufen am 10. Dezember 2016